# 開魯県
開魯県（かいろ-けん）は、中華人民共和国内モンゴル自治区通遼市に位置する県。以前は熱河省の主要都市であった。県人民政府所在地は開魯鎮。

## 行政区画
10バルガス（鎮）を管轄：
- 鎮：開魯鎮、大楡樹鎮、黒竜壩鎮、麦新鎮、イフタル・バルガス（義和塔拉鎮）、建華鎮、小街基鎮、東風鎮、東来鎮、ジャルガラント・バルガス（吉日嘎郎吐鎮）